# 드 하빌랜드 캐나다 DHC-6 트윈오터

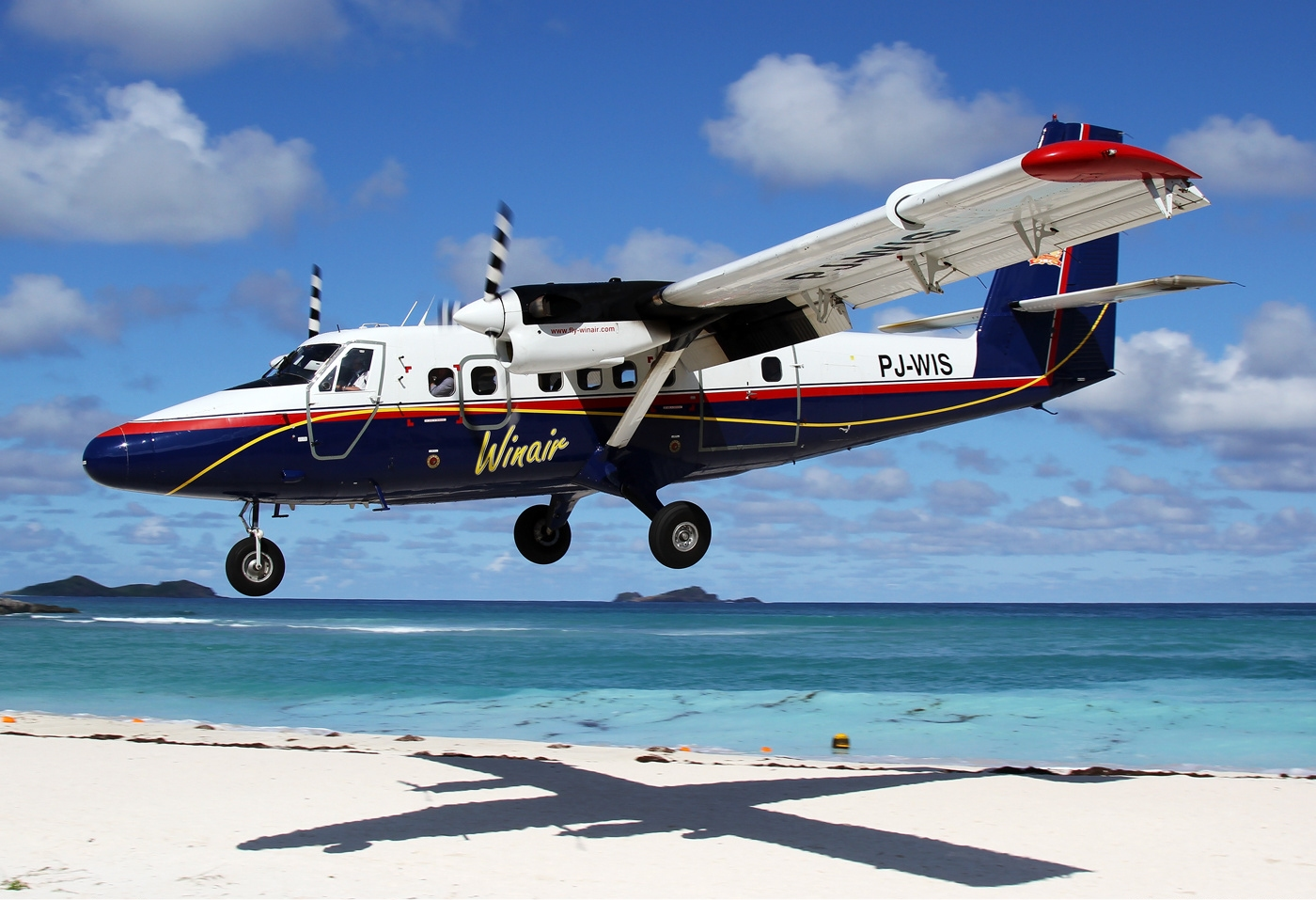
윈에어의 DHC-6-300이 생바르텔레미 구스타프 III 공항에 착륙하고 있다.

드 하빌랜드 캐나다 DHC-6 트윈오터(De Havilland Canada DHC-6 Twin Otter)는 캐나다의 드 하빌랜드 캐나다사가 개발한 쌍발 터보프롭 단거리 이착륙 소형 여객기이다. 착륙장치가 고정되어 있으며, 승객 정원은 20명이다(DHC-6 300형). 순항 속도는 시속 278km로 순항하며, 착륙장치가 고정되어 항력이 증가한다. 윈에어, 네팔 항공, 예티 항공, 에어 안틸레스 익스프레스 등이 사용하며, 특히 소규모 항공사들에 인기가 좋은 편이다. 몰디브에서 착륙 장치를 플로트로 개조한 수상비행기가 운행하고 있다. 반대로 도니어 Do 228은 착륙장치가 접이식이다.

## 같이 보기
- PZL M28 스카이트럭